# Joan Porqueras
Joan Porqueras (1911 - 1975) fue un fotógrafo español con una obra de enfoque pictorialista.
Sus temas fueron bodegones, paisajes y especialmente la ciudad que fotografiaba empleando habitualmente la técnica del bromóleo. Aunque su trabajo siempre ha estado considerado pictorialista introdujo algunas novedades en cuanto a la elección de temas y los encuadres que empleaba, tales como planos cenitales, picados y contrapicados. Formó parte de la Agrupación Fotográfica de Cataluña y entre sus mejores amigos se encontraban Antoni Campañà y Pla Janini con los que compartía inquietudes artísticas.
Algunos de sus trabajos aparecieron en la revista «Art de la Llum» que se subtitulaba como la «revista fotográfica de Cataluña» y publicaba trabajos ligados al pictorialismo. Parte de su obra se encuentra en el Museo Nacional de Arte de Cataluña, pudiendo destacarse su obra «Les goudronneurs».